# Mesquer

Ubicació de Mesquer dins del departament de Loira-Atlàntic

Mesquer (en bretó Mesker) és un municipi francès, situat a la regió de país del Loira, al departament de Loira Atlàntic, que històricament ha format part de la Bretanya. L'any 2006 tenia 1.658 habitants. Limita amb els municipis de La Turballe, Piriac-sur-Mer, Saint-Molf i Assérac.

## Demografia
| 1962                                       | 1968  | 1975  | 1982  | 1990  | 1999  |
| ------------------------------------------ | ----- | ----- | ----- | ----- | ----- |
| 1.004                                      | 1.019 | 1.015 | 1.201 | 1.372 | 1.467 |
| Des de 1962: població sense dobles comptes |       |       |       |       |       |

## Administració
| Període | Identitat           | Partit |
| ------- | ------------------- | ------ |
| 2001-   | Jean-Pierre Bernard |        |